# Rothrist
Rothrist é uma comuna da Suíça, no Cantão Argóvia, com cerca de 7.174 habitantes. Estende-se por uma área de 11,87 km², de densidade populacional de 604 hab/km². Confina com as seguintes comunas: Aarburg, Boningen (SO), Murgenthal, Oftringen, Olten (SO), Strengelbach, Vordemwald.
A língua oficial nesta comuna é o Alemão.